# Ulefoss
Ulefoss is een plaats in de Noorse gemeente Nome, provincie Telemark in het zuiden van Noorwegen.
Het ligt aan het meer Norsjø. Dichtstbijzijnde grote plaats is Skien. Verkeer en vervoer via de RV 36.
Ulefoss telt 2699 inwoners (2007) en heeft een oppervlakte van 4,1 km².
De bodem bevat bevat zeldzame aardmetalen, met name praseodymium en neodymium. Er zijn plannen voor de winning, maar dit zal pas 2030 realiteit kunnen worden.